# Paróquia de Avoyelles
A Paróquia de Avoyelles é uma dos 64 paróquias do estado americano da Luisiana. A sede da paróquia é Marksville, e sua maior cidade é Marksville. A paróquia possui uma área de 2 242 km² (dos quais 86 km² estão cobertas por água), uma população de 41 481 habitantes, e uma densidade populacional de 19 hab/km² (segundo o censo nacional de 2000). 